# خاسا كامارا
خاسا كامارا (بالفرنسية: Khassa Camara)‏ هو لاعب كرة قدم موريتاني دولي يلعب لصالح نادي سكودا زانثي اليوناني في مركز خط الوسط.
بدأ مسيرته المهنية في فرنسا حيث وُلد وترعرع، وكانت انطلاقته من بوابة نادي تروا الذي لعِب له بين عامي 2010 و2015 تخلّلتها فترة إعارة لنادي بولون، قبل أن يرحل عام 2015 للدوري اليوناني.

استُدعي لأول مرة للمنتخب الموريتاني عام 2013، ومنذ ذلك الحين وهو يتواجد على مستوى المنتخب الأول لـ«المرابطون».

## وصلات خارجية
- خاسا كامارا على موقع قاعدة بيانات كرة القدم.إي يو (الإنجليزية)
- خاسا كامارا على موقع ناشيونال فوتبول تيمز (الإنجليزية)
- خاسا كامارا على موقع Soccerway.com (الإنجليزية)
- خاسا كامارا على موقع AS.com (الإسبانية)